# 高平郡 (南梁)
高平郡，中国北魏时设置的郡。
- 南梁设置平高郡（高平郡）、建州，建州下辖所领还有义城郡、新蔡郡、新城郡三郡，治所在高平城（今河南省商城县东）。开皇三年（583年）废高平郡，包信县改名殷城县，属光州。
- 南朝梁置高平郡，治大徐城（今江苏省泗洪县）。东魏合并东平郡、阳平郡、清河郡、归义郡四郡为高平县，合并朱沛郡、修儀郡、安丰郡三郡置朱沛县。北齐废安远郡，北周又并朱沛郡入高平郡。开皇三年（583年）废高平郡，高平县属泗州，更名徐城县。